# Schweinfurthia spinosa
Schweinfurthia spinosa är en grobladsväxtart som beskrevs av Philip Miller. Schweinfurthia spinosa ingår i släktet Schweinfurthia och familjen grobladsväxter. Inga underarter finns listade i Catalogue of Life.